# Enquire
ENQUIRE var ett tidigt mjukvaruprojekt från andra hälften av 1980. Projektet skapades av Tim Berners-Lee som längre fram, 1989, även skapade webben. ENQUIRE hade en del gemensamt med webben och den semantiska webben men var även annorlunda på flera viktiga sätt: ENQUIRE var exempelvis inte avsett att släppas till allmänheten. Programmet skrevs i programmeringsspråket Pascal och implementerades på en minidator av fabrikat Norsk Data. 
Berners-Lee inspirerades till namnet från husmorsboken Enquire Within Upon Everything.
ENQUIRE hade större likheter med en modern wiki än med en traditionell webbplats. Den innefattade: 
- en databas
- dubbelriktade hyperlänkar (i Wikipedias mjukvara Mediawiki liknar detta funktionen Sidor som länkar hit). Denna dubbelriktning gör att idéer, anteckningar etcetera länkas till varandra utan att författaren behöver vara medveten om detta.
- direkt redigering av materialet på servern (liksom wikier, CMS:er och bloggar)
- lätt att skapa länkar